# 계기판

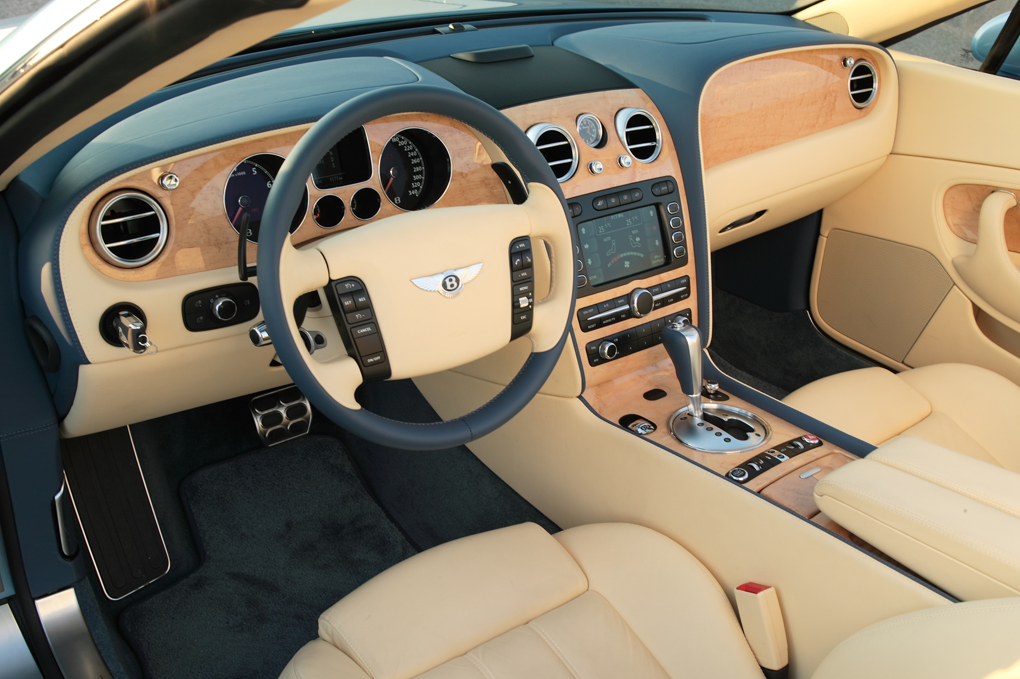
벤틀리 컨티넨탈 GT의 계기판.

계기판(計器板) 또는 대시보드(dashboard)는 차량 운전자의 바로 앞에 위치해있는 제어반으로, 차량 운전의 조작 및 제어 현황을 표시한다. 영어 낱말 '대시보드'는 원래 말을 모는 사람을 흙이나 기타 잔해로부터 보호하기 위해 만들어진, 나무나 가죽으로 된 장벽을 가리켰다.
계기판은 전통적으로 운전대와 같은 단순한 컨트롤과 속도, 연료 수준, 유압을 표시하는 장치가 배치되어 있지만, 오늘날의 계기판에는 측정기 및 정보, 기후 제어, 엔터테인먼트 시스템도 채용하고 있다.

## 특성

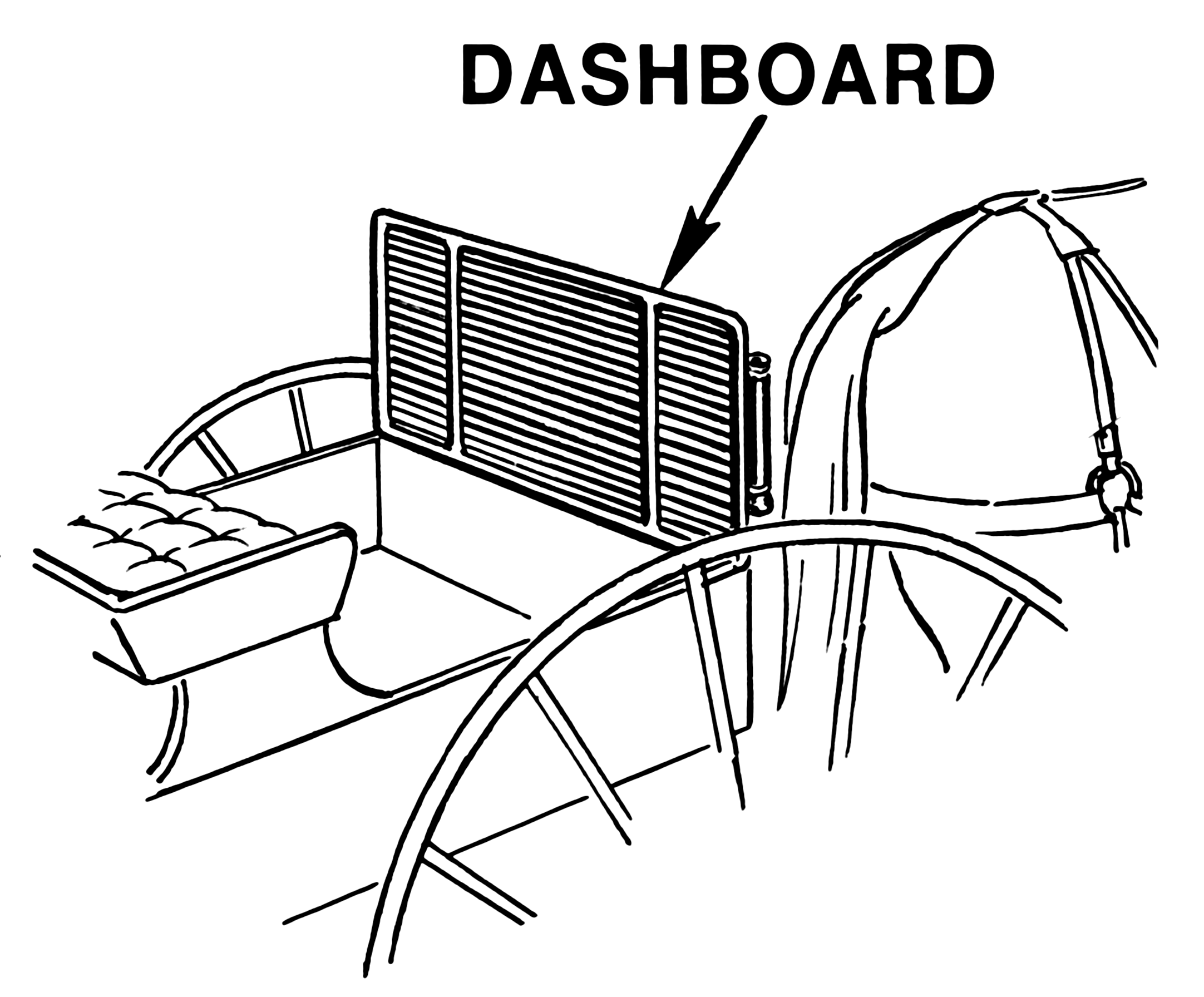
말 위의 대시보드.

1940년대부터 1960년대까지 미국의 자동차 제조업체들과 이들을 모방하는 업체들은 비정상적인 모양의 기기를 계기판에 배치시켰으며, 가독성이 떨어졌다. 햇빛은 특히 오픈카의 경우 크롬에 반사되었다.
전자기기의 진공 형광 디스플레이(VFD), 발광 다이오드(LED), 액정 디스플레이(LCD)의 발명을 통해 일부 제조업체들은 디지털로 읽을 수 있는 기기들을 사용하여 차들을 더 최신인 것처럼 만들었다. 일부 자동차들은 헤드 업 디스플레이(HUD)를 사용하여 자동차의 속도를 윈드스크린 위에 투사함으로써 전투기를 모방하였다.

## 같이 보기
- 차량 오디오
- 비행계기
- 글래스 콕핏
- 전방 시현기
- 텔레매틱스